# Reussgletscher

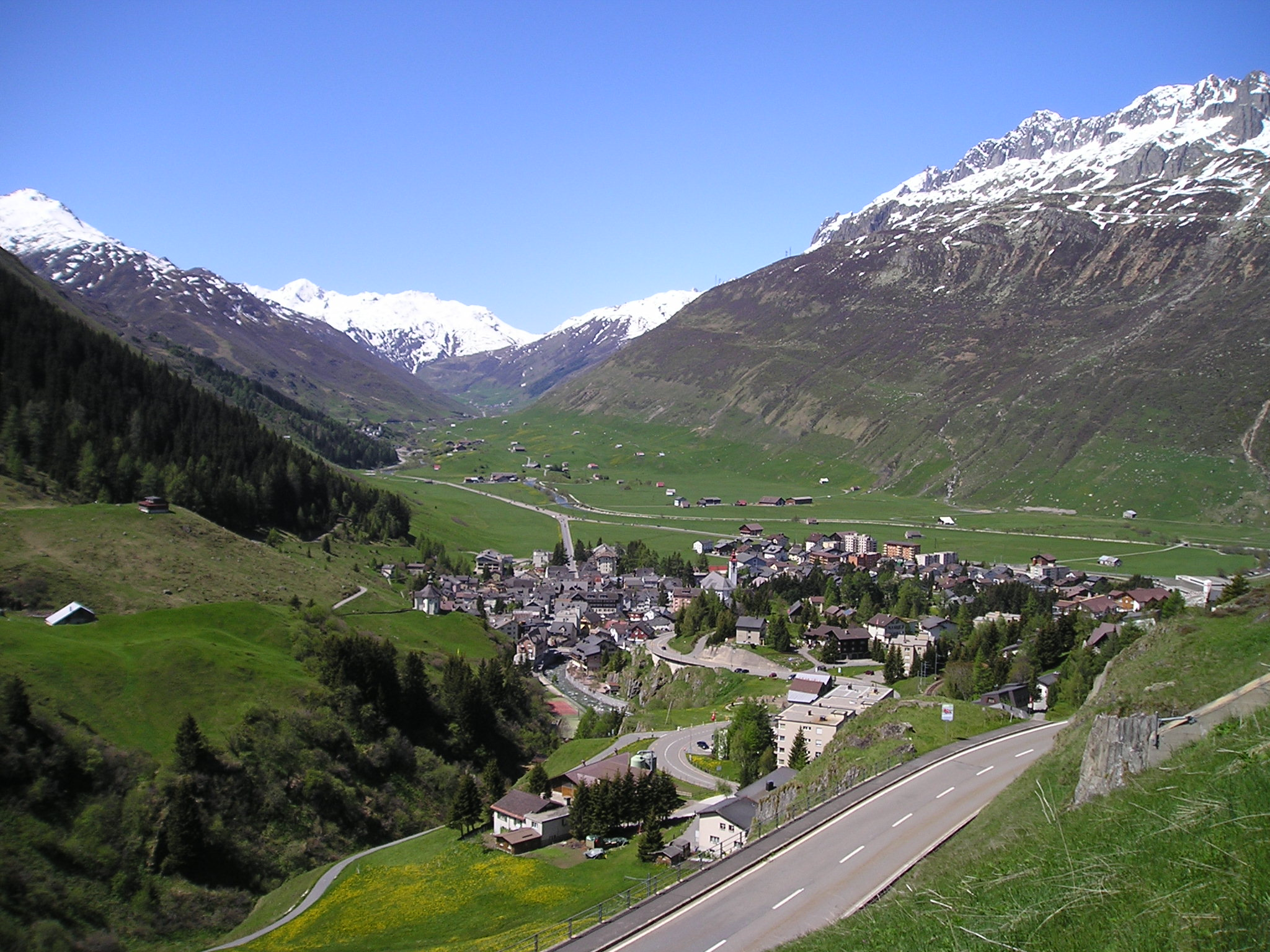
Das vom ehemaligen Gletscher geformte Urserental bei Andermatt

Der Reussgletscher war ein Gletscher des Quartären Eiszeitalters auf dem Gebiet der heutigen Schweiz. Er hatte sein Nährgebiet in den Alpen und stiess während den Kaltzeiten aus dem oberen Einzugsgebiet der Reuss und dem Gotthardmassiv mehrmals gegen Norden in das schweizerische Mittelland und bei der maximalen Vergletscherung wie etwa in der Riss-Kaltzeit wohl bis in den Südrand des Schwarzwalds vor.
Die Auswirkung seines letzten Vorstosses während der Würm-Kaltzeit auf die Landschaft der heutigen Kantone Schwyz, Luzern, Zug, Zürich und Aargau zeichnet sich in zahlreichen Bodenformen und Geotopen deutlich ab. Moränenzüge, Drumlins, Schotterebenen, Grundmoränenschichten und Torfmooore sowie ehemalige Gletscherrandseen wie der Hallwiler- und der Baldeggersee sind Zeugen des Gletschers und bedeutende Naturdenkmale. Auch das Becken des Vierwaldstättersees entstand durch die Gletschererosion.

## Ausdehnung
In den Epochen starker Vergletscherung wuchsen die Gletscher der nördlichen Gebirgsbdachnung der Alpen so stark an, dass sie im heutigen Mittelland eine geschlossene Eisfläche bildeten. Der Reussgletscher traf auf der Ostseite im Gebiet des Kantons Zug den Rhein-Linthgletscher und im Westen den Aare-Rhonegletscher.
Der Gletscher baute sich in den Anfangsphasen der Kaltzeiten allmählich in den Gebirgstälern der Urner Alpen und angrenzender Gebiete auf. Die Fläche dieses Gebirgsabschnitts im Ablationsgebiet beträgt rund 800 Quadratkilometer. Er wird von Gebirgsketten begrenzt, auf denen sich zahlreiche Dreitausender befinden; der höchste ist der Dammastock mit 3630 Meter über Meer.
Neben dem Urserental mit dem Quellgebiet der Reuss lieferten auch das Göschenertal, das Meiental, das Maderanertal und das Schächental grosse Gletscher, die sich zum Reussgletscher vereinigten (oder allenfalls vom Hauptgletscher gestaut wurden). Zusammen mit dem seitlichen Gletscher aus dem Engelbergertal und dem über den Brünigpass (1008 Meter über Meer) strömenden Eis des Aargletschers (Transfluenz) traf der Gletscherstrom auf die Bergstöcke des Pilatus, der Rigi und des Rossbergs. In der zweitletzten Kaltzeit erreichte die Eisoberfläche etwa die Höhe von 1100 Meter über Meer und überragte etwa den Zugerberg. Aus der Gegend Luzern-Zug breitete sich der Reussgletscher dann mit mehreren Gletscherzungen weit in das Molassegebiet aus.
Bei seiner grössten Ausdehnung während der letzten Kaltzeit hatte der Reussgletscher eine Länge von bis zu 130 Kilometern und bedeckte eine Fläche von über 3000 Quadratkilometern.

## Restgletscher
Im Unterschied etwa zum Rhonegletscher ist der Reussgletscher im Quellgebiet des namengebenden Flusses nach der Würm-Kaltzeit praktisch ganz abgeschmolzen. Nur an den Berghängen in der Umgebung des Urserentales liegen heute noch kleine Gletscher- und Firnflächen, von denen jedoch nicht bekannt ist, ob sie seit dem Ende der letzten Eiszeit ständig vorhanden waren:
- Tiefengletscher in der Senke zwischen Galenstock, Tiefenstock und Winterstock
- Sidelengletscher, am östlichen Fuss des Gross Furkahorn und Galenstock
- Muttengletscher, östlich der Muttenhörner
- Witenwasseren-Gletscher, nördlich des Witenwasserenstocks
- St. Annafirn, nördlich zwischen Chastelhorn und Gemsstock
- Gurschenfirn, nördlich zwischen Gemsstock und Gurschenstock
- Obere Schatzfirn, nördlich des Pizzo Centrale

Grössere heute noch bestehende Gletscher im ehemaligen Einzugsgebiet des Reussgletschers sind der Hüfifirn im Maderanertal, der Glatt Firn am Spannort, der Flachensteinfirn am Sustenhorn sowie der Chelengletscher und der Dammagletscher im Göschenertal.

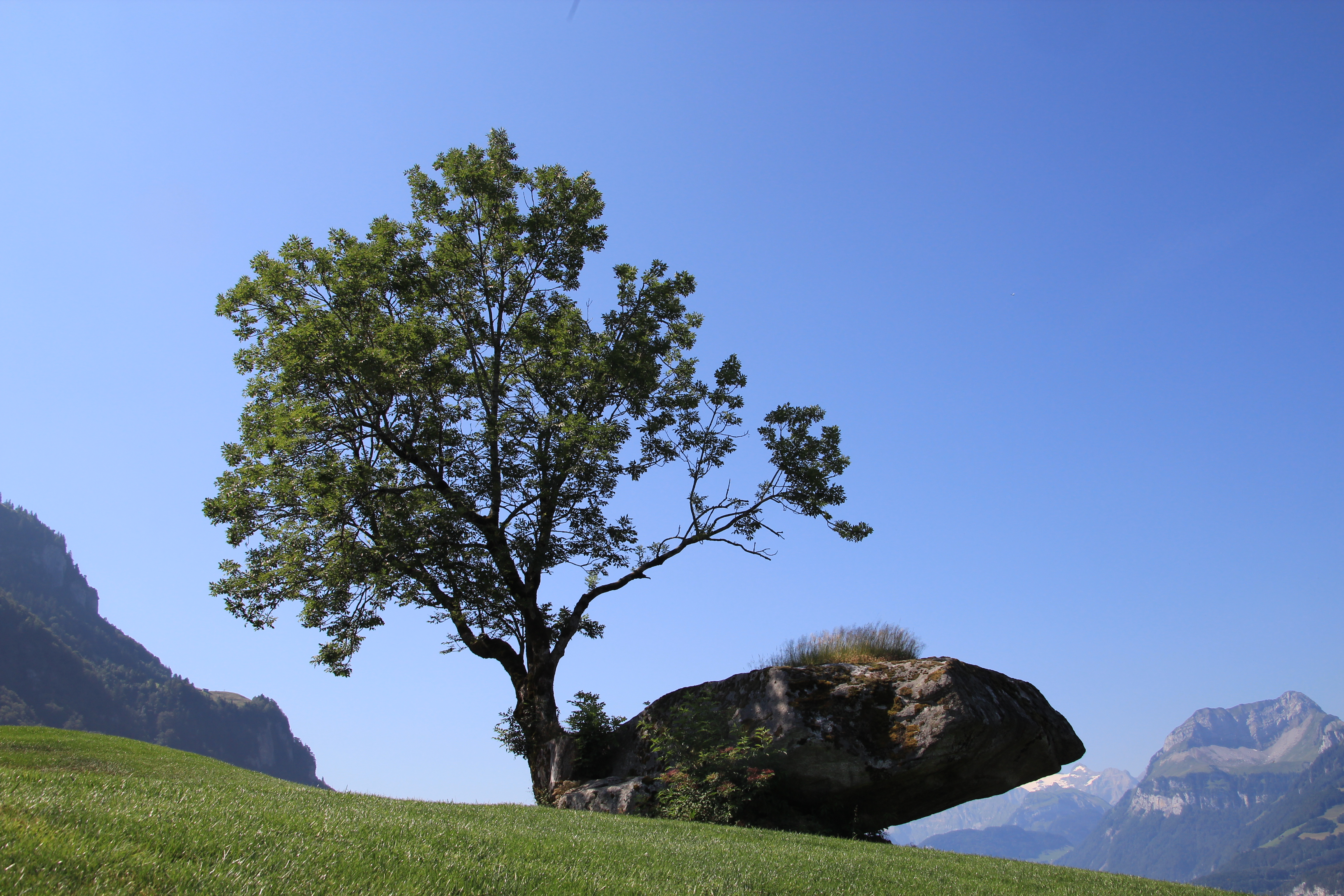
Der grosse Findling bei Morschach

## Glaziale Geotope
Der Gletschergarten Luzern zeigt durch die Wirkung des Reussgletschers entstandene Bodenformen an der Molasseoberfläche.
In den heutigen Flusstälern nördlich von Luzern und Zug hat der Reussgletscher in der letzten Kaltzeit Seitenmoränen und Endmoränen geschaffen, die besonders bei Mellingen, Seon, Gontenschwil und Staffelbach als grosse Landschaftsformen erhalten sind. Die Moränen- und Moorlandschaft des Wauwilermoos am westlichen Rand des vom Reussgletscher erreichten Gebiets ist ein naturkundliches und kulturgeschichtliches Bodendenkmal.
Im Kanton Zug liegt zwischen dem Lorzentobel und der Sihl eine Drumlinzone, die im Bundesinventar der Landschaften und Naturdenkmäler von nationaler Bedeutung verzeichnet ist.
Einzelne von Reussgletscher verfrachtete grosse Findlinge wie etwa die Steingruppen an den Flanken der Rigi, der Druidenstein bei Morschach und der Erdmannlistein, der Heidenhubelstein bei Sarmenstorf, die Römersteine von Lenzburg und der Bettlerstein bei Wohlen blieben als auffällige Naturobjekte erhalten. Zahllose weitere Gletschersteine wurden in früheren Jahrhunderten zerstört und für Bauwerke und Bildhauerarbeiten verwendet, wie es etwa bei den Granitobjekten aus Findlingen vom Lindenberg im Aargau dokumentiert ist. In Kiesgruben und bei Bauarbeiten sind in der jüngeren Zeit zahlreiche weitere Findlinge zum Vorschein gekommen. Weitere Gruppen von Findlingen sind unter anderem auf dem Zugerberg, auf dem Gubel bei Menzingen, auf der Seitenmoräne bei Walchwil erhalten. Der im Jahr 2015 in einer Kiesgrube ausgegrabene Findling von Staffelbach lag im Bereich der Endmoränen bei Staffelbach und Kirchleerau.